# 森町醫院前站
森町醫院前站（日语：／ Morimachibyoin-mae eki */?）是位於靜岡縣周智郡森町草谷37番2號，天龍濱名湖鐵道的天龍濱名湖線車站。
此站是天龍濱名湖線內最新車站，在森町內第5座車站。

## 歷史
此站最接近公立森町醫院，另外附近設有森町文化會館等公共設施。為了方便乘客前往以上地方，森町要求天龍濱名湖鐵道設置此站，為請願站。總工程費為約1億5,000萬日圓。
- 2015年（平成27年）3月14日 - 天龍濱名湖線遠州森至圓田之間開設此站[1][4][4][5]。

## 車站構造
車站是一座地面車站，設有1面1線的單式月台。
此站是無人車站，設有木造候車室。月台全長約40米。
車站南邊設有停車場（24個泊位）、單車停泊處（20個泊位）和廁所。

## 使用狀況
以下為近年1日平均乘車人次，當中在2014年度中，只計算車站啟用後至年度尾的18日（2014年3月31日）。
| 乘車人次變化 | 乘車人次變化      |
| 年度         | 一日平均 乘車人次 |
| ------------ | ----------------- |
| 2014         | 20                |
| 2015         | 30                |
| 2016         | 34                |
| 2017         | 41                |
| 2018         | 46                |

## 車站周邊
- 公立森町醫院[1]
- 森町文化會館（日语：森町文化会館）[1]
- 森町立圖書館（日语：森町文化会館#森町立図書館）[1]
- 森町中央體育館

## 相鄰車站
天龍濱名湖鐵道
天龍濱名湖線
遠州森－森町醫院前－圓田

## 注腳
1. 1 2 3 4 5 6 7 8 9 10  米川直己(2015年3月15日). “三重交通GHD:東証1部上場へ”. 毎日新聞 (毎日新聞社)
2. 1 2 3 4  天浜線、３９番目の駅　「森町病院前」が開業 （页面存档备份，存于）（日語） - 靜岡新聞，2015年3月15日。
3. 1 2  森町が天浜線新駅構想 草ケ谷に１４年度開業へ （页面存档备份，存于）（日語）（快取版本） - 47NEWS，原來的網址 （页面存档备份，存于）。2015年1月11日參閲。
4. 1 2 3 4 5  天浜線「森町病院前駅」３月１４日開業へ （页面存档备份，存于） - 靜岡新聞，2015年1月10日。
5. ↑  天浜線ダイヤ改正　「森町病院前駅」開業　１４日 （页面存档备份，存于）（日語） - 靜岡新聞，2015年3月6日付。
6. ↑  掛川市統計書

## 外部連結
- 森町醫院前站 （页面存档备份，存于）（日語） - 天龍濱名湖鐵道株式會社